# Danny Aguilar
Danny Aguilar (Padilla, Cauca, Colombia; 25 de febrero de 1986) es un exfutbolista colombiano. Jugaba de lateral izquierdo y su último equipo fue Patriotas Boyacá de Colombia

## Clubes
| Club              | País     | Año         |
| ----------------- | -------- | ----------- |
| Deportivo Cali    | Colombia | 2004 - 2005 |
| Bogotá F. C.      | Colombia | 2005        |
| Centauros         | Colombia | 2006        |
| Deportivo Cali    | Colombia | 2007 - 2009 |
| Deportes Tolima   | Colombia | 2010        |
| Atlético Nacional | Colombia | 2011        |
| Deportivo Cali    | Colombia | 2012        |
| Patriotas Boyacá  | Colombia | 2013        |

## Palmarés

### Torneos nacionales
| Título          | Club              | País     | Año  |
| --------------- | ----------------- | -------- | ---- |
| Torneo Apertura | Atlético Nacional | Colombia | 2011 |